# Патаневщина
Патаневщина — деревня в составе Великогубского сельского поселения Медвежьегорского района Республики Карелия.

## Общие сведения
Расположена на острове Большой Клименецкий в северной части Онежского озера.
В 2013 году в деревне построена деревянная часовня.

## Население
Численность населения в 1905 году составляла 46 человек.
| 2002 | 2010 | 2013 |
| ---- | ---- | ---- |
| 5    | ↘2   | →2   |